# Usma-meer
Het Usma-meer (Lets: Usmas ezers) is een meer in de regio Koerland in het westen van Letland, 45 km ten zuidoosten van Ventspils. Het is naar waterinhoud het tweede meer van Letland.
Het meer is tijdens de laatste ijstijd als glaciaal bekken gevormd. Het diepste punt ligt als cryptodepressie onder zeeniveau. In 1253 werd het meer voor het eerst vermeld als stagnum Husman.
In het meer liggen meerdere eilanden: het Viskūzis-eiland is met 309 ha het grootste eiland van Letland, de eilanden Moricsala (83 ha) en Lielalksnīte (33 ha) vormen samen het in 1912 opgerichte Natuurreservaat Moricsala, het oudste natuurreservaat van Letland. Aan de oevers bevinden zich inlandse duinen. De omgeving van het meer bestaat uit uitgestrekte bosgebieden. Een tiental beekjes monden in het meer uit, de afwatering is via de Engure en het Puze-meer naar de Rinda en de Irbe. Negen verschillende vissoorten zijn er vermeld. 
Het Usma-meer is een populaire plek voor watersport, met tal van toeristische en recreatieve voorzieningen.